# غوسطة إسبينغ أندرسن
غوسطة إسبينغ أندرسن (بالدنماركية: Gøsta Esping-Andersen)‏ (و. 1947  م) هو عالم اجتماع، وعالم سياسة، وأستاذ جامعي، واقتصادي، وباحث دنماركي، هو عضوٌ في الأكاديمية الأمريكية للفنون والعلوم.

## التعليم
تعلم في جامعة كوبنهاغن، وتعلم في جامعة ويسكونسن-ماديسون
.